# Contes et nouvelles (Clavel)
| Principaux ouvrages sur ce thème |
| - Principaux récits pour la jeunesse - L'arbre qui chante - Voir Œuvres pour la jeunesse Œuvres autobiographiques - Bernard Clavel, qui êtes-vous ? - Écrit sur la neige - Les petits bonheurs |

L'arbre qui chante est un recueil de contes et de nouvelles regroupant les plus importants écrits par l'écrivain Bernard Clavel et édités dans le cadre de la parution de ses œuvres complètes aux éditions Omnibus.

## Présentation générale
C'est en 1967 que Bernard Clavel se décide à écrire son premier conte pour la jeunesse 'L'arbre qui chante' à partir d'éléments biographiques et qui servira de titre à ce volume de recueil de ses œuvres complètes.
Dans son livre autobiographique Bernard Clavel, qui êtes-vous ? écrit avec la journaliste Adeline Rivard, Bernard Clavel précise sa conception de ce genre d'ouvrage. « Le conte de fée a probablement cessé d'être ce qui intéresse le plus les petits. » S'il rejette toute forme de violence, ce qui est logique pour cet apôtre de la non-violence, il aime représenter un univers le plus proche possible de la réalité et « sans bêtifier, » promouvoir un monde où les nobles sentiments soient valorisés. S'il a longtemps hésité à s'engager dans cette voie, c'est qu'il lui semblait s'être trop éloigné de l'enfance et se contraindre à adapter son langage et son style pour la jeunesse.
Il s'est aperçu en lisant ou relisant des œuvres telles que Le petit chose, Jacquou le croquant ou les livres de Jack London, « ceux qui ont enchanté notre adolescence, qu'il n'existe pas de littérature pour adolescents. » Personne ajoute-t-il, n'est d'ailleurs en mesure de définir une forme d'expression particulière à ce genre de public. Mais pour les jeunes encore plus que pour les adultes, il faut respecter cette règle d'or : la clarté de l'expression est la forme essentielle du respect du lecteur. Il faut aussi que l'auteur « retrouve un moment sa propre enfance, ses propres sources d'émerveillement, accomplir... le voyage au jardin où se sont endormis nos premiers rêves. » Son secret, s'il existe, est pour lui de se raconter des histoires.  Il avoue avoir une prédilection pour les animaux et beaucoup de ses contes en portent le nom : Jérôme le roi des poissons, Isidore le mouton noir, Victor le hibou qui avait avalé la lune ou Sidonie l'oie qui avait perdu le nord...
Dans sa prime jeunesse, il a été marqué par les histoires que lui contait sa mère, excellente conteuse qui enchantait ses soirées, et par celles de Benjamin Rabier et ses Contes du lapin vert qui l'ont longtemps suivi Il pense que ce qui l'aide à écrire ses livres pour la jeunesse, c'est qu'il est parvenu à garder encore quelque part en lui un peu de son âme d'enfant.

## Les premiers contes
- L'arbre qui chante (1967) : Vincendon, le vieux luthier ami de son père, artisan hors pair et amoureux du bois, va parvenir à 'faire chanter' un vieil érable qui semble mort. Les enfants Isabelle et Gérard aimeraient bien être initiés au secret de Vincendon qui leur dit mystérieusement qu'il « chantera encore mieux que lorsqu'il avait des oiseaux plein les bras.  ». " Vous verrez, a promis Vincendon aux enfants, il chantera encore mieux que lorsqu'il avait des oiseaux plein les bras. Pour les enfants, le mystère s'épaissit. (avec des illustrations de Jean-Claude Luton) 
'L'arbre qui chante' : réédité le 22 août 2002 chez Pocket dans la collection Kid Pocket, 58 pages,  (ISBN 2-26-611502-2)

L'arbre qui chante a été réédité en album avec deux autres contes de cette époque : La maison du canard bleu et  Le chien des Laurentides avec des illustrations de Christian Heinrich avec comme fil conducteur cette idée de l'osmose nécessaire entre l'homme et la nature.
- La maison du canard bleu (1972) : Simon, un vieil homme barbu vit dans des marécages, parle avec les animaux, aide les oiseaux blessés et se moque des chasseurs. Il va initier deux enfants au respect de la nature. (avec des illustrations de Jean-Baptiste Fourt)
- Le voyage de la boule de neige (1975) :  voyage merveilleux alliant réalité et imaginaire. (avec des illustrations de Jean Garonnaire)
- Le chien des Laurentides (1979) : l'histoire de la petite Céline avec un chien-loup. Ce pauvre chien vagabond trempé par l'orage rencontre Céline qui parle sa langue ! Quelle aventure d'amitié et de liberté ! (avec des illustrations de Léonor Dodon)
- Félicien le fantôme (1980) : Félicien, au moins centenaire, est en fait un passe-muraille qui va rencontrer un jeune garçon auquel il va offrir savoir et sagesse. (écrit en collaboration avec sa femme Josette Pratte et illustré par Jean Garonnaire)
- Odile et le vent du large (1981) : histoire d'une petite fille désobéissante et de sa rencontre avec le vent et un gros caillou. (avec des illustrations de Jacqueline Delaunay)
- Le hibou qui avait avalé la lune (1981) : première lecture pour les plus petits. (avec des illustrations de Jacques Aslanian)
- Poèmes et comptines pour apprendre les mots (1981) : ouvrage didactique pour permettre la découverte des mots aux petits enfants sur des thèmes variés comme la maison, le jardin... (avec des illustrations de Lise Le Cœur)
- Rouge pomme (1982) : c'est un recueil de poèmes pour les plus petits
- Le mouton noir et le loup blanc (1984) : Sur le chemin de l'abattoir, Isidore le mouton noir, réussit à s'échapper, part se réfugier dans les montagnes et noue une amitié avec Gustave le loup blanc. Par la magie de Clavel, la haine séculaire entre loup et mouton va devenir une grande amitié. (avec des illustrations de Anne Romby)
- Le roi des poissons (1984)  - Illustré par Christophe Durual, collection Contes d'hier et d'aujourd'hui 
 Jérôme le poisson rouge, un jour d'orage, va faire un voyage fantastique de son bocal jusqu'à la mer en passant par la rivière. Il va braver tous les dangers mais l'amitié et l'amour le sauveront. 
(réédité avec des illustrations de François Crozat)

## Les Albums-contes
- Histoires De Noël - éditions Albin Michel

Cette série est constituée de dix contes basés sur des idées généreuses, la justice, la solidarité, pour l'édification des plus de 9 ans. C'est toute la poésie des soirs de Noël, quand avec le père Noël le merveilleux entre dans la maison que tout devient possible. 

Les 10 contes regroupés ici et publiés entre 1985 et 2001 sont les suivants : Fait divers (1985), Julien et Marinette (1982), Noël sur l’océan (1988), Hiéronimus (1993), Le 'quêteux' du Québec (1997), Les soldats de plomb (1998), Le Père Noël du nouveau millénaire (1999), Marionnette (2001), Le grand vieillard tout blanc (2001) et L’apprenti pâtissier (2001).
- Achille le singe : trois Histoires extraordinaires illustrées par Jean-Louis Besson.

L'autobus des écoliers : Achille le singe est nommé instituteur des animaux et des enfants du village… pour le bonheur de tout le monde. 

Le rallye du désert : Achille et ses copains décident de participer au Paris-Dakar et c'est le début d'une grande aventure avec ses joies et ses difficultés. 

La Maison en bois de lune : Achille décide d'écrire ses mémoires mais le plus difficile reste à faire : éditer et vendre son livre. Et pour ce faire, il débarque à paris avec ses copains…
- Le Commencement du monde - Illustré par Daniel Maja.

En l'absence des hommes, les animaux sont heureux et découvrent la terre, ils vivent leur âge d'or. Mais leur bonheur va être menacé quand le Soleil et la Lune s'unissent pour enfanter les hommes…
- Le Château de papier - éditions Albin Michel - Illustré par Yan Nascimbene.

Yves rêve de construire un vrai château fort, comme au Moyen Âge. Mais avec des livres, uniquement des tas de livres comme matière première, ce n'est guère envisageable… quoique avec Bernard Clavel et sa passion des mots et des livres, rien ne soit impossible…
- Histoires de la vie sauvage - éditions Albin Michel, 2002

Après avoir publié Histoires de Chiens et Histoires de Noël, Bernard Clavel traite cette fois-ci des histoires de la vie sauvage. On y rencontre le loup dans les forêts européennes, l'ourse blanche dans le Grand Nord et aussi le phoque sur la banquise. Mais l'homme, éternel prédateur de la vie sauvage, est toujours l'ennemi.
Cet ennemi a de plus en plus d'avantages avec ses pièges de toutes sortes et ses redoutables armes pour pourchasser la meute des loups. L'ourse blanche redoute le trappeur mais là, le combat est plus équilibré. Quant au phoque, il est aussi bien menacé par la marée noire que de finir quelque part en Europe dans un cirque. Seul le renard parviendra avec l'aide des enfants à déjouer le piège du braconnier.
Cet album comprend 4 titres inédits et une reprise : - La Louve du Noirmont (2000) - Le Phoque orphelin (2002) - Le Collier du renard (2002) -Les Enfants de l’ourse (2002) - Le Harfang des neiges (2002)
 [Voir aussi : La louve de Noirmont : Bernard Clavel (texte) et Jame's Prunier (illustrations), Pocket Junior, 17/02/2000, 92 pages,  (ISBN 2-26-610033-5)]